# CalDAV
Calendaring Extensions to WebDAV, o CalDAV, es un estándar de Internet que permite a un cliente acceder a información de planificación en un servidor remoto. Extiende WebDAV (protocolo basado en HTTP para la manipulación de datos) y utiliza iCalendar como formato para los datos. El protocolo de acceso está definido por el RFC 4791. Permite que varios clientes accedan a la misma información, facilitando la cooperación. Muchas aplicaciones, tanto clientes como servidores, son compatibles con este protocolo. Extensiones de CalDAV para planificar de forma automatizada también están estandarizadas, como RFC 6638.

## Ejemplo
El ejemplo está basado en el RFC 4791:
Solicitud:
```
REPORT /bernard/work/ HTTP/1.1
Host: cal.example.com
Depth: 1
Content-Type: application/xml; charset="utf-8"
Content-Length: xxxx

<?xml version="1.0" encoding="utf-8" ?>
<C:free-busy-query xmlns:C="urn:ietf:params:xml:ns:caldav">
<C:time-range start="20060104T140000Z" end="20060105T220000Z"/>
</C:free-busy-query>

```

Respuesta:
```
HTTP/1.1 200 OK
Date: Sat, 11 Nov 2006 09:32:12 GMT
Content-Type: text/calendar
Content-Length: xxxx

BEGIN:VCALENDAR
VERSION:2.0
PRODID:-//Example Corp.//CalDAV Server//EN
BEGIN:VFREEBUSY
DTSTAMP:20050125T090000Z
DTSTART:20060104T140000Z
DTEND:20060105T220000Z
FREEBUSY;FBTYPE=BUSY-TENTATIVE:20060104T150000Z/PT1H
FREEBUSY:20060104T190000Z/PT1H
END:VFREEBUSY
END:VCALENDAR

```

## Implementaciones

### Clientes
- Agendav, un cliente web CalDAV de código abierto.
- Apple Calendar (anteriormente iCal)—El 7 de agosto de 2006, Apple anunció que Mac OS X 10.5 "Leopard" incluiría iCal 3.0, una aplicación compatible con los estándares CalDAV.[1] Mac OS X Server 10.5 incluye iCal Server, el cual implementa el protocolo CalDAV.[2] iCal Server ha sido liberado bajo una licencia de código abierto como el Servidor de Calendario de Darwin.[3] El 17 de marzo de 2009, Apple anunció que CalDAV sería incluido en el iPhone 3.0 SDK.
- Atmail, una implementación tanto de cliente como de servidor, con soporte para una amplia gama de clientes de escritorio y dispositivos móviles.
- Bynari WebDAV Collaborator, un plug-in para sincronizar CalDAV y CardDAV en Outlook con la mayoría de servidores DAV.
- CalendarSync para Android[4]
- CalDAV-Sync para Android[5]
- DAVdroid para Android[6]
- California, una aplicación gratuita y de código abierto para GNOME 3.
- CalDAV Tasksync para Android[7]
- CalDavZAP (Aplicación HTML5 / JavaScript basada en la web, Open Source)[8]
- EVO Collaborator for Outlook añadir la capacidad de sincronizar caldav a Outlook[9]
- Evolution (Linux, Unix, Windows)
- Horde Groupware[10]
- Sunbird o Thunderbird con el plug-in Lightning (Linux, Windows, Unix, Mac OS X)
- iCal4OL (Ya no está disponible para nuevos clientes)
- iCal (Desde Mac OS X Leopard !V 10.5)

### Servidor
La lista del servidor CalDAV incluye::
- Apples Darwin Servidor de Calendario
- Atmail (Desde la versión 6.0)
- Baikal[12] Servidor CalDAV+CardDAV de peso ligero
- Bynari Collaboration Suite[13]
- DAViCal[14]
- Dingo Calendar Server
- EGroupware Desde la versión 1.6
- EVO Mail Server[15]
- Horde Groupware[10]
- Icewarp-E-Mail-Server Desde la versión 8.x
- Kerio Connect[16]
- Open-Xchange
- Oracle Beehive
- Oracle Communications Calendar Server[17]
- SOGo[18]
- SabreDAV[19]
- Sun Java Calendar Server
- Yahoo Calendar
- Zarafa Desde la versión 6.30.0
- Zimbra Desde la versión 4.5[20]
- ownCloud[21]
- Radicale

### RFCs
- RFC 2616 @– HTTP
- RFC 3744 @– WebDAV Protocolo de Control del Acceso
- RFC 4791 @– CalDAV
- RFC 4918 @– WebDAV
- RFC 5545 @– iCalendar
- RFC 5546 @– iTIP

- Datos: Q1026115